# Biografia

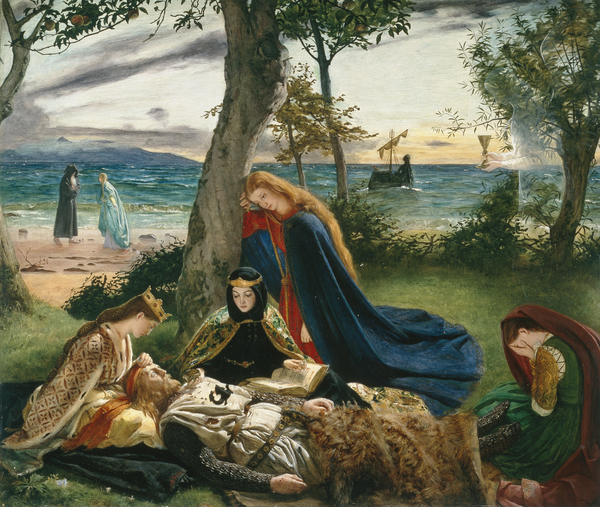
The Death of King Arthur ("A Morte do Rei Arthur"), óleo de James Archer (1860). Sir Thomas Malory escreveu a mais famosa biografia ficcional da Idade Média com A Morte de Arthur sobre a vida do Rei Arthur

Biografia (em grego clássico: βιογραφία; romaniz.: bíosgraphía; lit.  "escrever a vida") é um gênero literário em que o autor narra a história da vida de uma pessoa ou de várias pessoas. De um modo geral, as biografias contam a vida de alguém. Em certos casos, a biografia inclui aspectos da obra dos biografados, como Plutarco, em suas Bíoi parálleloi (Vidas paralelas), numa abordagem muitas vezes de um ponto de vista crítico, e não apenas historiográfico. Em francês, o termo biographie é documentado em 1721; no inglês, a palavra biography foi documentada em 1791, e na forma biographia já em 1683; em espanhol, biografía, e, em português, biografia aparecem somente na segunda metade do século XIX. Mais recentemente, tornou-se comum solicitar a biodata de pessoas que produzem trabalhos artísticos, científicos, etc. Este termo remete à vida e às experiências de trabalho do biodatado, bem como a itens que revelem suas opiniões, valores, crenças e atitudes. Os dados biográficos transcritos nesta categoria contêm, por vezes, o mesmo tipo da informação que um resumo de trabalho acadêmico, podendo também incluir a descrição dos atributos físicos e fotos.

## História
A partir da obra de Plutarco Bíoi parálleloi, que fixa algumas diretrizes básicas do gênero, o mundo ocidental passou a conhecer figuras como Péricles, Licurgo, Alcibíades, Júlio César, Pompeu, Catão de Útica ou Marco Júnio Bruto. A biografia, na maioria das vezes, aborda pessoas públicas como políticos, cientista, esportistas, escritores ou pessoas que, por meio de suas atividades, provocaram um importante impacto para a sociedade. Quando o biografado (pessoa que está tendo a vida contada na biografia) é o próprio autor, chama-se autobiografia.

### Antigo Oriente
Não se tem notícia de que o antigo Oriente houvesse conhecido o gênero biográfico, ao menos na maneira como ele é conhecido hoje em dia. As crônicas sobre os assírios e outros povos, bem como algumas inscrições em túmulos com dados referentes à existência dos mesmos, contêm, sem dúvida, semente do gênero, mas não constituem verdadeiros documentos biográficos. O mesmo ocorre no Egito, onde se registram vestígios biográficos sobre faraós, sacerdotes e outros personagens ilustres. As fontes mais remotas da arte da biografia devem ser buscadas no patrimônio documental e lendário que nos deixaram os relatos sobre episódios e acontecimentos comuns à vida dos patriarcas e reis de Israel (Antigo Testamento) e dos heróis épicos das antigas sagas gregas, germânicas e célticas.
Outro tipo de biografia, embora ainda de natureza embrionária, surge dos ensinamentos de santos e sábios, encontrados nos livros proféticos da Bíblia, das sentenças e ditos de Buda, dos fragmentos antológicos de Confúcio e das palavras dos sete sábios da Grécia antiga, conservadas pela tradição doxográfica. Muitos exemplos também oferece a literatura medo-persa, com suas crônicas de reis. Na literatura islâmica há um surpreendente perfil biográfico de Maomé, de autor desconhecido, além de esboços já mais elaborados de vidas de califas, sultões, ministros,  cientista, escritores e religiosos do complexo mosaico da cultura muçulmana. Na Índia, onde os admiradores do gênero sempre juntaram o dado histórico às tradições mitológicas, são inúmeras as tentativas de perfis biográficos de alguns sultões mongóis que dominaram a região, em especial de Akbar.
China e Japão tampouco chegaram a definir com clareza as características do gênero biográfico. Na China, ele permaneceu restrito às informações de comentaristas e historiógrafos como Tso Ch’iu-ming, Kungyang e Kuliang, cujos ideais tradicionalistas ilustram o Livro da primavera e do outono. O conceito de biografia será apenas ampliado pelo grande historiador Ssu-ma Ch’ien (145–86 a.C.), mas tampouco este ultrapassou os limites do estudo monográfico, de caráter coletivo. Outra manifestação biográfica típica do universo cultural sino-nipônico é o grande número de necrológios sobre figuras importantes.

### Período Clássico
A palavra “biografia” foi utilizada pela primeira vez somente no século V a.C. e, na antiguidade clássica, caracterizou-se por diferentes tipos de narrativa em prosa que se aproximavam do gênero biográfico de escrita moderna. Os primeiros textos completos encontrados que se relacionaram ao gênero biográfico são os de Cornelius Nepos e de Nicolau de Damasco, no século I a.C.. Além disso, destacam-se como modelos mais amplos os textos de Plutarco e Suetônio, escritos no primeiro século depois de Cristo. Entre os gêneros mais comuns na antiguidade, elencam-se o bios, documentos dos quais não se possui vestígio, mas que se sabe da existência pela citação indireta de outros autores, e o encomium.
Segundo Arnaldo Momigliano, o homem moderno insere todo o discurso biográfico dentro do ramo disciplinar da história, diferindo-se da antiguidade helenística, em que a descrição biográfica não era necessariamente considerada histórica. Na antiguidade, como nas obras de Plutarco e Suetônio, a noção dos autores sobre a personalidade dos indivíduos é estática. Não há um desenvolvimento da personalidade, muito menos um ganho gradual de valores e características. Além disso, a narrativa historiográfica tinha como objetivo a apreensão da realidade dos homens, principalmente em seu caráter coletivo, indo além das ações individuais. Para Momigliano, o bios se aproximava mais do antiquarismo do que da história, devido a características específicas como: 1) descrição e esboço de um caráter, de uma personalidade, mesmo que essa personalidade fosse um corpo coletivo; 2) uso de anedotas; 3) descrição direta e adjetivação; 4) episódios emblemáticos de vida que demonstram características de caráter do biografado.
Já o encomium estava diretamente relacionado com a retórica, buscando o elogio e a valorização da personalidade descrita, fugindo  de eventos e características que pudessem soar de forma negativa. Nesse sentido, em comparação, o bios oferecia uma perspectiva mais neutra de determinado indivíduo, enquanto o encomium se caracterizava na estética exterior do sujeito.
A partir do século IV a.C., com o fortalecimento do império macedônico e a perda de importância das estruturas políticas gregas, nota-se uma transformação nos gêneros de escrita, com a valorização de determinados indivíduos em posição de destaque no relato histórico (encominum), aproximando-se cada vez mais da história política.
Os dois primeiros grandes biógrafos da civilização ocidental são, sem dúvida, Tácito e Plutarco. Antecipam-nos, contudo, Platão e Xenofonte. Aquele, com sua Apologia Sokrátou (Apologia de Sócrates), traça um retrato antes filosófico do que biográfico do grande pensador ateniense, mas Xenofonte, nas Apomnemonéumata Sokrátou (Memórias de Sócrates), oferece visão bem diversa, mais realística, de Sócrates, em sua intimidade e vida cotidiana. Em várias outras obras, aliás, Xenofonte continuaria a ser biógrafo, como em Anábase, que relata um episódio de sua própria vida, e na Kyropaideia. Ainda na Grécia,  não devem ser esquecidos os trabalhos biográficos de Aristóxeno de Tarento (para alguns o criador da biografia literária), Dicearco de Messina, Flávio Filóstrato e, sobretudo, Diógenes Laércio (este, porém, já em pleno século III, posterior, portanto, a Tácito e Plutarco).
Em Roma, onde o interesse pelo indivíduo humano sempre constituiu traço característico das obras de escritores e historiógrafos, destacam-se as contribuições precursoras de Áccio, Ático, Cornélio Nepos ou Nepote (De excellentibus ducibus; De historicis latinis - Sobre os historiadores romanos), Valério Probo, Públio Terêncio Varrão (De imaginibus – Retratos), com cerca de setecentas biografias de poetas gregos e romanos, em 15 volumes; De poetis – Sobre os poetas, Quinto Cúrcio (autor de uma vida de Alexandre o Grande) e, acima de todos, Suetônio, com um modelo de biografia literária, De viris illustribus (Sobre os homens ilustres), e outro, de biografia política, De vita Caesarum (As Vidas dos imperadores), famoso pelos detalhes sinistros ou escabrosos das vidas dos tiranos.
Frequentemente considerada a primeira biografia, De vita et moribus Julii Agricolae (ou simplesmente Agrícola, como é mais conhecida), de Tácito, data do ano 98 da nossa era. Trata-se de um elogio às virtudes de seu sogro.

### Idade Média
O acervo biográfico medieval é particularmente rico em vidas de santos, abades, heróis nacionais e senhores feudais (estes, aliás, encomendavam muitas vezes aos escribas da época que lhes redigissem a sua biografia ou a de seus antepassados ilustres). No domínio da hagiografia, a Antiguidade cristã deixou as numerosas Vitae sanctorum, às quais seguem, na Idade Média, os Actus beati Francisci, Vite dei santi padri, Gesta archi-episcoporum Mediolanensium, Gesta Berengarii imperatoris, Gesta episcoporum, Gesta abbatum e outras tantas coleções hagiográficas. No que diz respeito aos textos profanos: Vita Conradi II, de Wipone (século XI); Vita Caroli Magni, de Eginhardo (séculos VIII–IX); Vita Ludovici regis (trata-se de Luís VI o Gordo), de Abade Suger de Saint-Denis (século XII); Histoire de saint Louis, de João de Joinville (séculos XIII–XIV); Annales rerum gestarum Alfredi Magni, de Johan Asser (século X). A famosa Legenda Áurea (Lenda áurea), de Jacopo de Voragine ou Varagine (século XIII), é uma coleção hagiográfica.
Cabe ainda mencionar, ao fim do período medieval, as contribuições biográficas de Francesco Petrarca, com De viris illustribus, e de Giovanni Boccaccio, autor de De claris mulieribus (Sobre as famosas mulheres) e de De Casibus Virorum Illustrium (Sobre a vida de homens ilustres), obras que, apesar de seu espírito medieval, já incluem preocupações humanistas, devendo por isso ser consideradas como obras de transição. De Boccaccio, aliás, é muito mais importante para a evolução deste gênero a sua Vita di Dante, também conhecida como Trattatello in laude di Dante, que, de certa forma, dá início aos modernos métodos de análise psicológica.

### Renascimento
O interesse da mentalidade renascentista pela personalidade humana, individualmente caracterizada, criou coleções biográficas nacionais e dicionários biográficos tanto nacionais como universais, que depois se tornariam muito populares durante o século XIX e mesmo até hoje. Tais obras foram favorecidas pela invenção da imprensa e seu número atinge soma bibliográfica espantosa. Os perfis individuais são bem menos numerosos. Na Itália destaca-se a Vita di Torquato Tasso, de Giuseppe de Manso, além de uma outra de Galileu Galilei, escrita por Vicenzo Viviani. 
Na Inglaterra, não podem ficar sem registro The History of King Richard the Third (1557), de Thomas More; Life of Cardinal Wolsey, de Thomas Cavendish, que permaneceu em manuscrito até 1641; e The Life of Sir Thomas More, de William Roper, escrita por volta de 1558–1560 e que constitui um dos maiores textos biográficos do período Tudor. 
Em Portugal, finalmente, publicou-se a Crônica do condestável D. Nuno Álvares Pereira, atribuída a Fernão Lopes.

### Idade Moderna

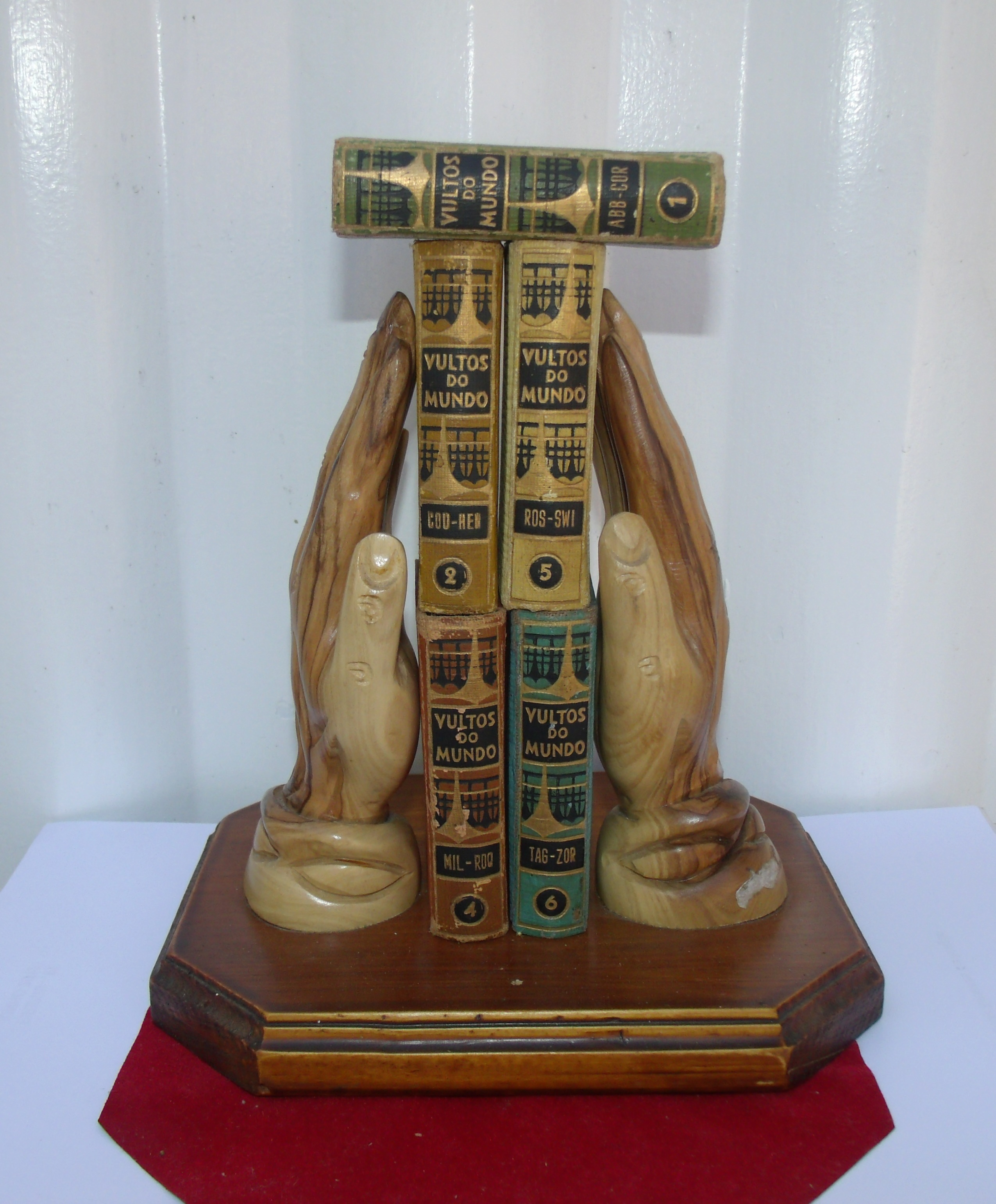
Dicionário de biografias da década de 1950.

Dominado pelas teses estéticas do Barroco e do Classicismo, o século XVII não assinala exemplos particularmente significativos da evolução do gênero biográfico, menos na Inglaterra. Um primeiro grande passo foi dado por Isaak Walton, que introduziu diversas modificações na técnica do relato biográfico, passando inclusive a incorporar cartas como fonte de informações no próprio texto de suas obras. Entre 1640 e 1678, Walton escreveu magníficas biografias dos chamados metaphysical poets (Donne, Herbert, Hooker, Sanderson). Outro biógrafo de relevo é John Aubrey, autor de Brief lives (1669-1696, "'Biografias breves), somente publicadas em 1898. 
Na França, porém, dominam as memórias: Mémoires (1662–1677), só publicadas em 1717), do cardeal de Retz. Mas Brantôme escreveu uma série de Biographies (1665) e Jacques de Thou publicou uma Historia mei temporis (1604-1620, História de minha época), de caráter nitidamente moralístico. No fim do século XVII, entra no gênero a crítica histórica, de caráter polêmico: exemplo dessa tendência é o Dictionnaire historique et critique (1694–1696), de Pierre Bayle, que exercerá influência decisiva sobre a crítica da religião no século XVIII.
Em Portugal, o primeiro modelo de uma biografia de espírito nacional é a Vida de D. João de Castro, de Jacinto Freire de Andrade.
A partir do século XIX, algumas correntes de pensamento marcaram a escrita biográfica. Na corrente positivista, por exemplo, destacavam-se os herois da sociedade, tachados como exemplos a serem seguidos por seus contemporâneos. Em tais narrativas, os atos públicos e feitos notáveis eram contemplados, dispostos cronologicamente e de forma linear, assumindo premissas como a evolução e o progresso destes indivíduos ao longo da vida.
Em oposição, para a corrente marxista, a própria definição de história é um processo de desenvolvimento do sujeito que seria findado apenas com a extinção da luta de classes, projetando-se que as relações sociais são indispensáveis e independentes da vontade dos homens. Nesse sentido, existe um enfoque nas estruturas sociais e nos sujeitos coletivos, e, por esse motivo, a biografia passou a receber menos relevância como gênero de escrita.
Já entre expoentes da Escola dos Annales, de 1929, que combate a percepção de história política tradicional, destaca-se a figura de Lucien Febvre na produção de biografias, que passa a se caracterizar pela diminuição da autonomia dos grandes homens, inserindo-os em seu contexto. Nesse sentido, a biografia seria uma forma de analisar um problema mais amplo, como por exemplo, o protestantismo estudado através da descrição e explanação da vida de Martinho Lutero.
Na segunda geração dos Annales, representada principalmente pela figura de Fernand Braudel, a biografia perdeu espaço, concentrando-se nas discussões do pós-guerra e no estruturalismo. Destaca-se, portanto, que tanto marxistas quanto os representantes dos Annales acabaram optando por enfoques macro-estruturais e totalizantes. Diante disso, a partir da década de 80, o discurso pós-moderno traz uma valorização das microações individuais e suas pluralidades, numa busca pela subjetividade dos sujeitos. Dessa forma, projeta-se um contexto de crise no espaço público — com ênfase no individualismo e críticas às formas tradicionais de participação política e social —, despertando o interesse pela vida privada dos homens. Assim, reivindica-se um resgate da participação dos indivíduos na construção dos laços sociais.
A terceira geração dos Annales, também conhecida como a Nova história francesa, passa a se concentrar no resgate de temas antes abandonados pela escola, principalmente por causa do enfoque estruturalista. Nesse sentido, retorna-se à análise dos acontecimentos, da história narrativa, da história política e da biografia. Nesta, foge-se da escrita pautada nos grandes homens, destacando-se as histórias de vida dos populares. Assim, mantém-se a perspectiva de história-problema característica dos Annales, apesar dos critérios de inovação.
Neste período também se projeta a visão do grupo contemporâneo de historiadores ingleses de orientação marxista, caracterizados na figura de Eric Hobsbawn, Edward Thompson e Christopher Hill, que de forma análoga irão se debruçar na recuperação da dimensão subjetiva dos processos sociais negligenciada pelas tendências estruturalistas do marxismo.
Seguem nessa perspectiva de inovação os pensadores da micro-história italiana e da psico-história. A primeira, difundida nas décadas de 70 e 80, ofereceu uma possível solução aos grandes sistemas explicativos,  reduzindo a escala de observação e análise sobre problemas que transcendem a individualidade. Já na psico-história, os historiadores buscaram explicar as ações humanas na história através de instrumentais da psicologia e da psicanálise, oferecendo uma ligação direta entre a subjetividade individual e o contexto social. Diante de tais colocações, ambas as visões possuem a biografia como um dos eixos centrais de escrita historiográfica.
Apesar das diferentes correntes que englobam a escrita biográfica, esta possui pontos comuns que são centro do debate historiográfico. Elenca-se, por exemplo: 
1. o caráter de relato, que conta uma história sem excluir aspectos contextuais;[18]
2. aspectos do sentimental, do inconsciente;[18]
3. a cultura;[18]
4. a vida privada;[18]
5. a inserção classista, política e religiosa.[18]

O século XX marca o advento de uma modalidade do gênero até então desconhecida ou pouquíssimo cultivada: a biografia romanceada, na qual o autor recria, ficcionalmente, o material documental e de pesquisa coletado sobre a vida dos biografados. Os mestres dessa nova corrente, que deve muito a Strachey, são Stefan Zweig e Emil Ludwig, na Alemanha, e André Maurois e Romain Rolland, na França.
A literatura de língua  portuguesa inclui alguns bons exemplos do gênero no século passado: Lúcio de Azevedo, autor de uma História do padre Antônio Vieira (1931, 2 volumes) e João Gaspar Simões, que responde por uma combatida mas fundamental Vida e obra de Fernando Pessoa (1950, 2 volumes).
No Brasil,  o gênero biográfico teve ou tem seus melhores cultores em Joaquim Nabuco (Um Estadista do império - 1899); Lúcia Miguel Pereira (Machado de Assis, estudo crítico e biográfico – 1936; A Vida de Gonçalves Dias – 1943); Raimundo Magalhães Júnior (Machado de Assis desconhecido – 1955; Rui, o homem e o mito - 1965); Viana Moog (Eça de Queirós e o século XX – 1938).

## Autobiografia
A autobiografia é a biografia escrita pela pessoa de quem a biografia fala, e geralmente resulta de quando o autor procede ao levantamento de sua própria existência. O gênero da autobiografia inclui manifestações literárias semelhantes entre si, como confissões, memórias e cartas, que revelam sentimentos íntimos e a experiência do autor. Na atualidade, quando vive-se a chamada era biográfica, em que o interesse na vida cotidiana das pessoas comuns bem como das famosas cresceu enormemente, muitas pessoas conhecidas do grande público (as ditas celebridades), que desejam atender a essa demanda na forma de autobiografia, mas não têm habilidade literária, utilizam-se de um profissional Ghostwriter (traduzindo literalmente, escritor fantasma), que escreve a biografia em tom autobiográfico, de modo que a autoria passa a ser alegadamente da pessoa biografada. No entanto, autores consagrados escreveram suas biografias e deram consistência a esse ramo de atividade literária e, mais recentemente, acadêmica. Exemplos notáveis de autobiografias incluem: The Words, de Jean Paul Sartre, os quatro volumes da autobiografia de Simone de Beauvoir, dentre outros. 
Fato curioso na cultura sino-nipônica da Antiguidade é o número elevado de autobiografias, todas, porém com poucas indicações biográficas e surpreendentemente farto material bibliográfico, traço esse mais característico das literaturas coreana e japonesa. Vale a pena citar, dentro do contexto literário da Antiguidade clássica, duas obras da natureza confessional ou apologética, espécie de autobiografias parciais: uma de índole filosófica, o Ta eis heautón, do imperador e pensador estoico Marco Aurélio; outras, de tendência política, os Commentarii, de Júlio César, que abrangem o De bello gallico e o De bello civili.
É no início da Idade Média que surge o primeiro grande modelo de obra autobiográfica, as Confessiones (Confissões) de santo Agostinho (século IV, que, por sua introspeção psicológica e antevisão existencialista, permanecem vivas até hoje, tendo exercido profunda influência sobre filósofos como Pascal e Kierkegaard ou escritores como Rousseau. Temos ainda Paulino de Pela (séculos IV–V), que escreveu Eucharisticos de vita sua.
A literatura |italiana dá também um notável exemplo de autobiografia no Renascimento com a pouca fidedigna, mas vivíssima, Vita di Benvenuto Cellini, escrita pelo grande escultor em 1558, mas somente publicada quase dois séculos depois, em 1728.
A literatura russa dá notável exemplo de ensaio autobiográfico com a obra do arcipreste Avvakum, Zhitie protopopa Avvakuma (1673; Vida de protopopo Avvakum), em estilo vigoroso e realista. Na Inglaterra do século XVIII, Gibbon escreveria aquela que é considerada por alguns a melhor das autobiografias lançadas até hoje em língua inglesa: Memoirs of my life and writings, publicadas por sua filha Marie Josephe em 1795. 
A literatura norte-americana assinala sua contribuição para o gênero através da Autobiography (1766), de Benjamin Franklin. Na Itália, as autobiografias de Carlo Goldoni (Mémoires – 1787, escritas originalmente em francês), e a de Carlo Gozzi (Memorie inutili - 1797) são dignas de menção. A obra-prima do gênero autobiográfico  Les Conféssions (1781–1788), de Jean-Jacques Rousseau, que, filiado à linha intimista e subjetiva, se insurge contra a raison classicista e antecipa a mentalidade romântica do século XIX.
No Brasil, no plano autobiográfico, um dos iniciadores foi Joaquim Nabuco com o clássico Minha Formação. No século passado, vale lembrar de Graciliano Ramos (Infância – 1945), Oswald de Andrade (Sob as ordens de mamãe – 1954), Helena Morley (Minha vida de menina – 1952), Afonso Arinos de Melo Franco (A Alma do Tempo, Formação e mocidade – 1961, A Escalada – 1952 e Planalto (1968) e Pedro Nava (Baú de ossos – 1972) com clara influência proustiana.

## Biografia não autorizada
Uma biografia não autorizada é publicada sem a autorização prévia do visado. É normalmente escrita por jornalistas ou acadêmicos, ou por antigos confidentes ou empregados do sujeito. A publicação de biografias não autorizadas envolve questões legais, éticas e morais como o direito à privacidade, liberdade de informação, difamação, direitos de personalidade, direitos de autor ou quebra de sigilo.